# Allan B. Calhamer
Allan Brian Calhamer, appelé le plus souvent Allan B. Calhamer (abrégé quelquefois en ABC), Américain né le 7 décembre 1931 à Hinsdale (Illinois) et mort le 25 février 2013 à La Grange (aussi dans l’Illinois), est l’auteur du jeu Diplomatie.

## Auteur du jeu Diplomatie
Il a édité le jeu Diplomatie à compte d’auteur en 1959 à près de cinq cents exemplaires avant la première édition en 1961 par une entreprise spécialisée. Depuis, son jeu a connu de nombreuses éditions chez plusieurs éditeurs et plusieurs centaines de milliers de boîtes furent vendues. Il a également écrit un livre sorti en 1999 sur le jeu Diplomatie et son histoire.

## Autres activités
Cependant, tout cela ne lui a pas procuré un revenu suffisant ; malgré des études à Harvard en histoire et en droit et un passage dans l’administration américaine dont quelques mois aux services diplomatiques (la « vraie » diplomatie), il termina sa carrière professionnelle de 1983 à sa retraite en 2004 comme simple préposé au courrier à La Grange Park dans l’Illinois.

## Calhamer, le joueur
En 1974, Calhamer joue une partie de Diplomatie restée célèbre sous le nom de The Prince William Invitational. Il joue la Turquie et les autres joueurs sont Edi Birsan, sans doute le plus célèbre de tous les joueurs de Diplomatie, qui joue l’Autriche-Hongrie, Len Lakofka qui joue l’Allemagne, Jeff Power la France, Arnold Vagts la Russie, Don Lowry l’Angleterre et Bob Ward l’Italie. La partie se terminera fin 1907 sur une nulle entre Lakofka (Allemagne), Power (France) et Vagts (Russie), les quatre autres joueurs dont Calhamer étant éliminés. The Prince William Invitational a été publiée et commentée en anglais dans Hoosier Archives et Diplomacy World ainsi qu’en français dans le livret de règles de l’édition Descartes de 1994.
En dehors de cette partie, Allan B. Calhamer a aussi participé à divers tournois de son propre jeu jusqu’en 2000. Joueur d’un bon niveau, il ne fut toutefois pas considéré comme faisant partie des meilleurs joueurs malgré des résultats honorables (il a terminé en 1992 deuxième de la DipCon qui est le championnat d’Amérique du Nord, ce qui constitue son meilleur résultat en compétition). La première Dipcon à laquelle il est venu est celle de 1972 qui était déjà la cinquième édition. Il n’a joué qu’un seul championnat du monde, celui à Baltimore en 2000 terminé à la 56e place : il a joué à toutes les rondes de ce championnat, ce fut d’ailleurs son dernier tournoi comme joueur. Il a honoré de sa présence, mais sans jouer, quelques autres championnats du monde, le premier à Birmingham en 1988 (où il a tenu le premier soir une conférence sur le jeu), celui à Denver en 2003 ou encore quelques mois avant sa mort celui de 2012 à Chicago qui n’avait lieu qu’à une quinzaine de miles de chez lui.